# Лобаново (Крым)
Лоба́ново (до 1945 года Боге́мка, до 1861 года Джадра́; укр. Лобанове, крымскотат. Cadra, Джадра) — село в Джанкойском районе Республики Крым, центр Лобановского сельского поселения (согласно административно-территориальному делению Украины — Лобановского сельского совета Автономной Республики Крым).

## Население
| 2001 | 2014  |
| ---- | ----- |
| 1507 | ↘1402 |

Всеукраинская перепись 2001 года показала следующее распределение по носителям языка
| Язык             | Процент |
| ---------------- | ------- |
| русский          | 76.11   |
| украинский       | 13.67   |
| крымскотатарский | 5.11    |
| другие           |         |

### Динамика численности
| - 1805 год — 162 чел. - 1864 год — 230 чел. - 1886 год — 139 чел. - 1889 год — 201 чел. - 1892 год — 229 чел. - 1900 год — 299 чел. - 1911 год — 249 чел. | - 1915 год — 283/59 чел. - 1919 год — 270 чел. - 1926 год — 380 чел. - 1939 год — 653 чел. - 1974 год — 1580 чел. - 2001 год — 1507 чел. - 2014 год — 1402 чел. |

## Современное состояние
На 2017 год в Лобаново числится 15 улиц, 2 переулка, Воинское шоссе и 5 комплексов строений и сооружений; на 2009 год, по данным сельсовета, село занимало площадь 132,6 гектара на которой, в 516 дворах, проживало более 1,4 тысячи человек. В селе есть средняя школа, детский сад «Звоночек», дом культуры, библиотека, амбулатория общей практики семейной медицины, отделение Почты России, церковь священномученика Климента Римского. С райцентром, городами Крыма и соседними населёнными пунктами село связано автобусным сообщением и пригородными поездами. В 1974 году в центре села был установлен памятник Герою Советского Союза Евгению Лобанову, в честь которого названо село (памятник культурного наследия регионального значения России).

## География
Лобаново — большое село в западной, в степном Крыму, высота центра села над уровнем моря — 24 м. Соседние сёла: примыкающее Жилино (на южной стороне шоссе), Луганское в 1,5 км на север, Ударное в 0,5 км на северо-восток и Ясное в 0,7 км на восток. Расстояние до райцентра — около 16 километров (по шоссе), в селе расположена железнодорожная станция — Богемка (на линии Джанкой — Армянск). Транспортное сообщение осуществляется по региональной автодороге 35А-001 граница с Украиной — Джанкой — Феодосия — Керчь (по украинской классификации — М-17).

## История
Изначально старинное татарское село называлось Джадра. Первое документальное упоминание села встречается в Камеральном Описании Крыма… 1784 года, судя по которому, в последний период Крымского ханства Джадра входил в Орта Чонгарский кадылык Карасубазарского каймаканства.
После присоединения Крыма к России (8) 19 апреля 1783 года, (8) 19 февраля 1784 года, именным указом Екатерины II сенату, на территории бывшего Крымского Ханства была образована Таврическая область и деревня была приписана к Перекопскому уезду. После Павловских реформ, с 1796 по 1802 год, входила в Перекопский уезд Новороссийской губернии. По новому административному делению, после создания 8 (20) октября 1802 года Таврической губернии, Джадра был включён в состав Джанайской волости Перекопского уезда.
По Ведомости о всех селениях в Перекопском уезде состоящих с показанием в которой волости сколько числом дворов и душ… от 21 октября 1805 года, в деревне Джадра числилось 23 двора, 159 крымских татар и 3 ясыров. На военно-топографической карте генерал-майора Мухина 1817 года деревня Ядра обозначена с 32 дворами. После реформы волостного деления 1829 года Джара, согласно «Ведомости о казённых волостях Таврической губернии 1829 года», осталась в составе преобразованной Джанайской волости. На карте 1836 года в деревне 21 двор, как и на карте 1842 года.
В 1860-х годах, после земской реформы Александра II, деревню включили в состав Бурлак-Таминской волости . Есть сведения, что колония Богемка на месте Джадры была вначале основана болгарами, но они вскоре переселились в другое место и в 1862 году здесь, на 2318 десятинах земли, поселились выходцы из Богемии. В «Списке населённых мест Таврической губернии по сведениям 1864 года», составленном по результатам VIII ревизии 1864 года, Богемка (она же Джадра) — чешская колония …ведомства попечительского комитета…, с 65 дворами, 230 жителями и обывательской почтовой станцией при колодцах. Согласно исследованиям профессора А. Н. Козловского начала 1860-х годов, вода в 3 колодцах деревни была пресная, а в 4 — солёная, а их глубина колебалась от 9 до 10 саженей (18—21 м). Согласно «Памятной книжке Таврической губернии за 1867 год», деревня Джадра была покинута жителями в 1860—1864 годах, в результате эмиграции крымских татар, особенно массовой после Крымской войны 1853—1856 годов, в Турцию и заселена Чехами из Богемии.
На трехверстовой карте Шуберта 1865—1876 года в деревне Джадра обозначено 50 дворов. На 1886 год в деревне, согласно справочнику «Волости и важнѣйшія селенія Европейской Россіи», проживало 139 человек в 20 домохозяйствах, действовала лавка. По «Памятной книге Таврической губернии 1889 года», по результатам Х ревизии 1887 года, в деревне Джадра, уже Ишуньской волости, числилось 38 дворов и 201 житель
После земской реформы 1890 года Богемку определили центром Богемской волости. Согласно «…Памятной книжке Таврической губернии на 1892 год», в селе, входившем в Богемское сельское общество, было 229 жителей в 33 домохозяйствах. По «…Памятной книжке Таврической губернии на 1900 год» в Богемке числилось 299 жителей в 30 дворах. В 1911 году в селе было 249 жителей. По Статистическому справочнику Таврической губернии. Ч.II-я. Статистический очерк, выпуск пятый Перекопский уезд, 1915 год, в деревне Богемка, центре Богемской волости Перекопского уезда, числилось 43 двора (все дворы с землёй) с чешским населением в количестве 283 человек приписных жителей и 58 — «посторонних», из которых 166 мужчин и 175 женщин. Жители владели 1641 десятинами удобной земли. В хозяйствах имелось 153 лошади, 16 волов, 109 коров и 152 головы мелкого скота (в 1919 году — 270 человек).
После установления в Крыму Советской власти, по постановлению Крымревкома от 8 января 1921 года № 206 «Об изменении административных границ» была упразднена волостная система и в составе Джанкойского уезда (преобразованного из Перекопского) был создан Джанкойский район. В 1922 году уезды преобразовали в округа. 11 октября 1923 года, согласно постановлению ВЦИК, в административное деление Крымской АССР были внесены изменения, в результате которых округа были ликвидированы, основной административной единицей стал Джанкойский район и село включили в его состав. Согласно Списку населённых пунктов Крымской АССР по Всесоюзной переписи 17 декабря 1926 года, в селе Богемка (она же Джадра), центре Богемского сельсовета (в коем состоянии пребывает всю дальнейшую историю) Джанкойского района, числился 71 двор, из них 68 крестьянских, население составляло 380 человек, из них 324 чеха, 33 русских, 14 украинцев, 6 немцев, 1 татарин, 2 записаны в графе «прочие», действовала чешская школа. По данным всесоюзной переписи населения 1939 года в селе проживало 653 человека.
Во время Великой Отечественной войны на фронтах сражались 43 жителей Чокраклы-Шеих-Эли, 15 награждены орденами и медалями, 8 из них погибли.. 8—12 апреля 1944 года, при освобождении Крыма, в окрестностях Богемки вели наступательные бои воины 26-й мотострелковой и 101-й танковой бригады, 19-го танкового корпуса и части 51-й армии. 16 бойцов погибли и были захоронены в братской могиле на сельском кладбище. Тогда же был сооружён довольно простой памятник павшим. Пстановлением Совета министров Республики Крым № 627 от 20 декабря 2016 года памятник отнесён к категории объектов культурно-исторического наследия России регионального значения.
В 1944 году, после освобождения Крыма от фашистов, 12 августа 1944 года было принято постановление № ГОКО-6372с «О переселении колхозников в районы Крыма» и в сентябре 1944 года в район приехали первые новоселы (27 семей) из Каменец-Подольской и Киевской областей, а в начале 1950-х годов последовала вторая волна переселенцев из различных областей Украины. Указом Президиума Верховного Совета РСФСР от 21 августа 1945 года Богемка была переименована в Лобаново и Богемский сельсовет — в Лобановский. Новое название присвоено в память о лётчике, Герое Советского Союза, Евгении Лобанове (1918—1942). С 25 июня 1946 года Лобаново в составе Крымской области РСФСР. В 1950 году произошло объединение нескольких колхозов и образован колхоз им. Микояна, в 1957 году образован колхоз «Родина». 26 апреля 1954 года Крымская область была передана из состава РСФСР в состав УССР. С 12 февраля 1991 года село в восстановленной Крымской АССР, 26 февраля 1992 года переименованной в Автономную Республику Крым. В апреле 2000 года колхоз был реформирован в совместное открытое акционерное общество (СООО) «Родина». На 2011 год в селе проживало свыше 350 чехов, действовали культурный центр, часовня.